# Johann Georg von Lehmann
Johann Georg von Lehmann (* 1688 in Güsten; † 9. Dezember 1750 in Kosel) war ein preußischer Generalmajor, Regimentschef und Festungskommandant.

## Leben

### Herkunft
Lehmann wurde als Sohn des Bürgermeisters zu Güsten Johann Lehmann (1657–1714) und der Anna Christiane Friedrichs (1662–1696) bürgerlich geboren. Er wurde von seiner Stiefmutter Christiane Rosina Beckers erzogen.
Über die Legitimation des ihm regelmäßig zugeschriebenen Adelsprädikates besteht Uneinigkeit. Während Zedlitz ihn einer preußischen Nobilitierung aus 1701 zuschlägt, separieren ihn Ledebur und Kneschke von der 1701 nobilitierten Familie Lehmann. Letztgenannter schreibt gleich der gesamten Familie die frühere Zugehörigkeit zum preußischen Adel zu. Seine Familie besaß den ererbten Gutsbesitz in Güsten, was sonst in dieser Zeit ein mehrheitlich adliges Privileg war. Priesdorff jedenfalls legte sich fest, es habe eine, für ihn seiner Zeit jedoch nicht ermittelbare, Nobilitierung Lehmanns gegeben.

### Militärkarriere
Mit 18 Jahren trat Lehmann in das Infanterieregiment „v. Stille“ (Nr. 20) ein und nahm mit dem Regiment am Krieg gegen Frankreich teil. In dieser Zeit avancierte er am 18. März 1709 zum Fähnrich und am 13. März 1713 zum Sekondeleutnant. Am 19. Mai 1715 stieg er zum Premierleutnant auf und nahm im selben Jahr an der Belagerung von Stralsund teil. Er wurde am 19. Oktober 1718 zum Stabskapitän sowie am 13. Januar 1723 zum Kapitän und Kompaniechef, schließlich am 2. Juli 1729 zum Major befördert.
Über die, durch den Tod von Otto Johann von Landsberg frei gewordenen, Lehen Eichenbarleben im Kreis Wolmirstedt und Ackendorf, Hundisburg, Vahldorf sowie Rottmersleben, sämtlich im Kreis Neuhaldensleben, hat Lehmann am 15. April 1733 einen Lehnsbrief erhalten. Mit königlicher Erlaubnis trat er jedoch die Güter bereits am 25. Dezember 1735 an die Brüder Georg Philipp und Alexander von Veltheim ab.
Am 1. August 1740 wurde er zum Oberstleutnant befördert. Im Ersten Schlesischen Krieg kämpfte er bei Mollwitz und ersetzte ab 17. April 1741 den dort gefallenen Oberst Johann Benedikt von Borcke als Kommandeur des Regiments. Am 28. Mai 1743 wurde er dann zum Oberst ernannt, bevor er am 30. Oktober 1745 zum Generalmajor avancierte und neuer Chef des Garnisonregiments „v. Saldern“ Nr. VI wurde. Zuletzt wurde er noch Kommandant der Festung Cosel (seit 1. Dezember 1745) unter Mitnahme von fünf Kompanien aus seinem Regiment in die Garnison.
Nachdem er im Alter von 73 Jahren in Kosel verstorben war, wurde er in der dortigen Pfarrkirche, wohl St. Sigismund, unter dem Kreuzaltar beerdigt.

### Familie
Lehmann heiratete 1743 Margarete Elisabeth von Pfuel († 30. April 1758), die Witwe des Oberstleutnants Hans Martin von Bosse. Die Ehe blieb kinderlos. Da auch seine beiden Brüder ohne Erben starben, erbte seine Schwester Dorothea den väterlichen Gutsbesitz in Güsten, den sie dann der Familie Salmuth zutrug.